# 메

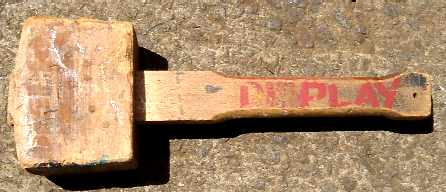
나무로 만든 메

메는 묵직한 나무토막이나 쇠토막에 자루를 박은 모양을 하고 있으며, 무엇을 치거나 박을 때에 주로 사용한다. 말뚝을 박을 때 주로 사용하며, 새끼를 꼬기 전에 짚을 다독거려 부드럽게 만드는 데 사용하기도 한다. 흰떡이나 인절미를 만들 때 사용하는 것을 떡메라고 하고, 쇠로 만든 것을 쇠메라고 한다.

## 참고 문헌
- 이 문서에는 다음커뮤니케이션(현 카카오)에서 GFDL 또는 CC-SA 라이선스로 배포한 글로벌 세계대백과사전의 내용을 기초로 작성된 글이 포함되어 있습니다.